# قيثارة كلاسيكية
القيثارة الكلاسيكية (يعرف أيضا بالقيثارة الإسبانية و القيثارة ذات أوتار النايلون) هي عضو من عائلة الالقيثارة المستعملة في الموسيقى الكلاسيكية. وهي آلة وترية خشبية صوتية بأوتار مصنوعة من الأمعاء أو النايلون، وهي سابقة للغيتار الصوتي والكهربائي المعاصر اللذان يستعملان أوتار معدنية. يعود أصل القيثارة الكلاسيكية للفيهويلا الإسبانية والغيترن في القرن الخامس عشر والسادس عشر، واللذان تطورا بعد ذلك لقيثارة الباروك في القرن السابع عشر والثامن عشر، ثم القيثارة الكلاسيكية المعاصرة بعد ذلك في وسط القرن التاسع عشر.

## أجزاء القيثارة
1- بنجق

2- مشط

3- مفاتيح

4- أسلاك الزند

5- الزند 

6- الكعب 

7- الجسم 

8- الفرس 

9- الظهر

10- لوحة الصوت (وجه القيثارة) 

11- أطراف الجسم 

12- القمرية (فتحة الصوت)

13- الأوتار 

14- الجسر 

15- ل الفريتات

## المواصفات المميزة

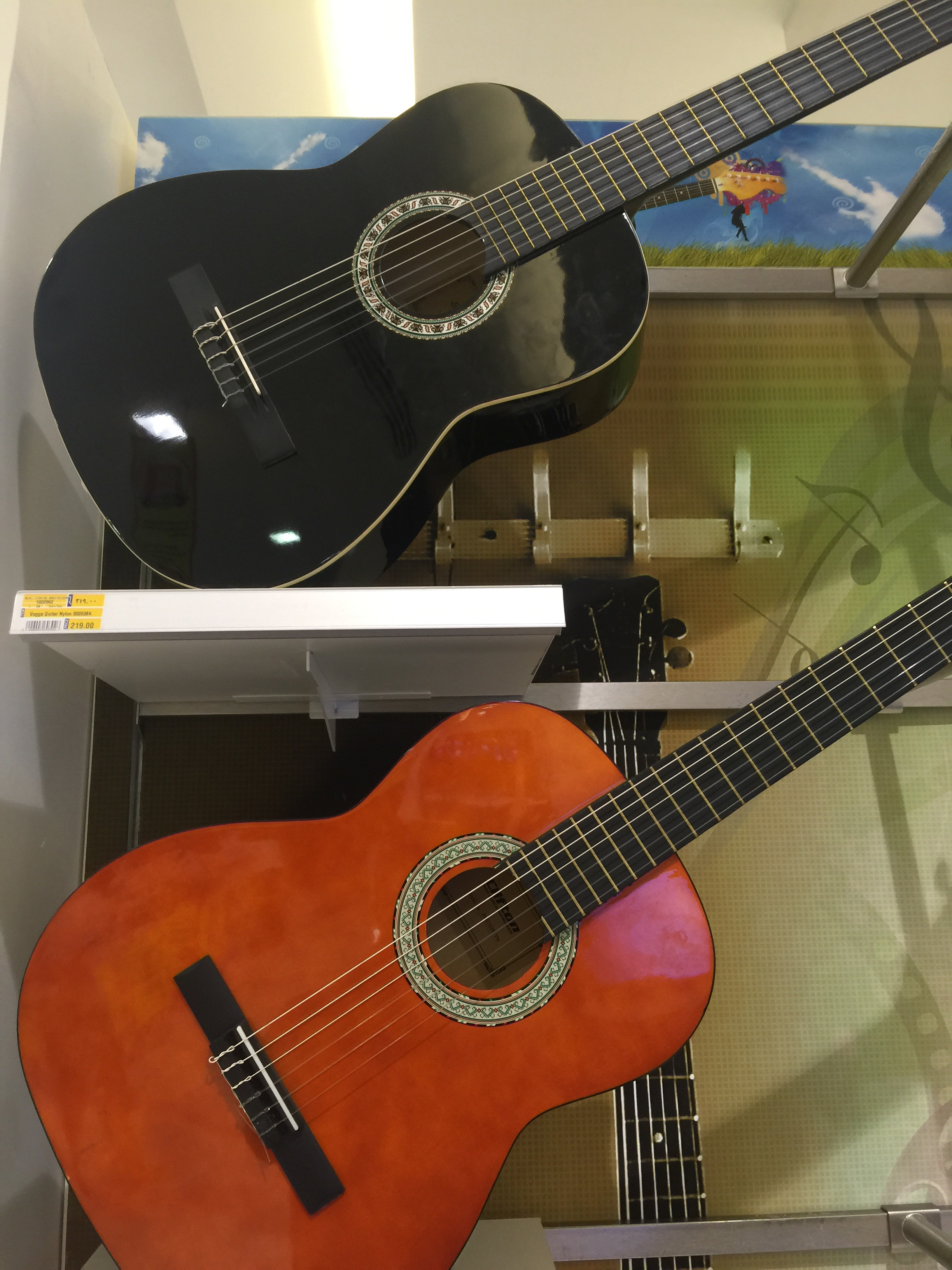
غيتار كلاسيكي

- نظراً لكون القيثارة الكلاسيكي آلة صوتية فإن الصوت يتضخم داخل جسم القيثارة دون الحاجة لمضخم صوت خارجي.
- القيثارات الكلاسيكية لها 6 أوتار.
- جميع الأوتار مصنوعة من النايلون، وتكون أوتار الباص العليا مغلفة بالنحاس.
- لأوتار النايلون شد أقل بالمقارنة مع أوتار القيثارة الأكوستيك المعدنية. لذا يمكن صنع زند القيثارة من الخشب دون الحاجة إلى تدعيمه بأسياخ من الحديد.

## الأداء
يعتمد العزف على آلة القيثارة على مبدأ اهتزاز الأوتار وتغيير أطوالها مما يؤدي إلى اختلاف طول الموجة الصوتية الصادرة وبالتالي تغير النغمة أو النوتة الناتجة. تحدث اهتزازات الأوتار عبر ضرب الوتر برؤوس أصابع (اليد اليمنى عادة) بطريقتين: إما التيراندو أو الأبوياندو أو باستخدام ريشة العزف، أما تغيير طول الأوتار فيتم عبر اليد اليسرى من قبل العازف.

## وصلات خارجية
- الفلامنكو - ثقافة أسبانية بألوان غجرية وثقافة عالمية كوسموبوليتية_ تقرير بي بي سي